# Лилль-Нор-Эст
Лилль-Нор-Эст (фр. Lille-Nord-Est) — упраздненный кантон во Франции, регион Нор — Па-де-Кале, департамент Нор. Входил в состав округа Лилль.
В состав кантона входили коммуны (население по данным Национального института статистики за 2011 г.):
- Мон-ан-Барёль (21 361 чел.)
- Лилль (северо-восточные кварталы) (31 183 чел.)

## Политика
Жители кантона, как и большая части агломерации Лилль, придерживались левых взглядов. На президентских выборах 2012 г. они отдали в 1-м туре Франсуа Олланду 34,9 % голосов против 20,8 % у Николя Саркози и 15,4 % у Марин Ле Пен, во 2-м туре в кантоне победил Олланд, получивший 61,5 % голосов (2007 г. 1 тур: Сеголен Руаяль - 32,4 %, Саркози - 26,4 %; 2 тур: Руаяль - 55,0 %). На выборах в Национальное собрание в 2012 г. по кантон был разделен на два округа, и в обоих случаях его жители голосовали за кандидатов левых - Одри Линкане по 2-му избирательному округу департамента Нор и Жака Муте по 9-му избирательному округу департамента Нор. (2007 г. 3-й округ. 1-й тур: Кристиан Декок (СНД) - 36,8 %, 2-й тур: Ален Кашё (СП) - 53,6 %). На региональных выборах 2010 года в 1-м туре с большим отрывом победил список социалистов, собравший 35,8 % голосов против 17,6 % у правых. Во 2-м туре единый «левый список» с участием социалистов, коммунистов и «зелёных» во главе с Президентом регионального совета Нор-Па-де-Кале Даниэлем Першероном получил 61,1 % голосов, «правый» список во главе с сенатором Валери Летар занял второе место с 23,0 %, а Национальный фронт Марин Ле Пен с 15,9 % финишировал третьим.
|  | Кандидат          | Партия                  | % голосов |
|  | ----------------- | ----------------------- | --------- |
|  | Александра Лешнер | Социалистическая партия | 71,29     |
|  | Паскаль Ваней     | Национальный фронт      | 28,71     |

|  | Кандидат     | Партия                         | % голосов |
|  | ------------ | ------------------------------ | --------- |
|  | Бетти Глезер | Социалистическая партия        | 59,28     |
|  | Тьерри Поше  | Союз за французскую демократию | 40,72     |